# Magnus Petri (kyrkoherde i Svanshals)
Magnus Petri (Ostrogothus), född 1594 i Allhelgona socken, död 1669 i Svanshals socken, Östergötlands län, var en svensk präst i Svanshals församling och Hjorteds församling.

## Biografi
Magnus Petri föddes 1594 på Vreta i Allhelgona socken. Han blev 1617 kunglig hovmusiker och 1621 student vid Uppsala universitet, Uppsala. Petri blev sedan krigspräst och 1632 kyrkoherde i Hjorteds församling, Hjorteds pastorat. Han blev 1641 kyrkoherde i Svanshals församling, Svanshals pastorat. Petri avled 1669 i Svanshals socken.

### Familj
Petri gifte sig med Anna Holm. Hon var dotter till kyrkoherden Peder Ericksson Holm och Ingeborg Jonsdotter i Skänninge. Anna Holm hade tidigare varit gift med kyrkoherden Andreas Erici Boræus i Svanshals socken.